# 타이 리
타이 리(영어: Thai Lee, 1958년~)는 미국의 기업인이다. 한국명은 이태희이며, SHI 인터내셔널의 공동 소유주이자 최고 경영자 및 사장이다.

## 수상 내역
- 2015년 포브스 자수성가형 여성 부자 50인